# Gai Fufici Fangó
Gai Fufici Fangó (en llatí Caius Fuficius Fango o Phango) era un soldat ras probablement d'origen africà al qual Juli Cèsar va fer senador.
L'any 40 aC August va annexionar la província de Numídia i part d'Àfrica a les seves províncies i va nomenar Fangó com el seu prefecte però a Numídia el mateix títol el portava Tit Sexti en nom de Marc Antoni. Va esclatar una guerra civil, i després de diverses victòries i derrotes per les dues bandes, finalment Fangó es va haver de retirar cap a les muntanyes del nord-oest (probablement l'Alt Tell tunisià).
Una nit va confondre el soroll d'una manada de búfals amb l'atac de la cavalleria númida de l'enemic i es va suïcidar.